# Anna-Lena Friedsam
Anna-Lena Friedsam (Neuwied, 1 februari 1994) is een tennisspeelster uit Duitsland. Zij begon met tennis toen zij zes jaar oud was. Haar favoriete ondergrond is gravel. Zij speelt rechtshandig en heeft een tweehandige backhand. Zij is actief in het proftennis sinds 2011.

## Loopbaan

### Enkelspel
Friedsam debuteerde in 2011 op het ITF-toernooi van Bol (Kroatië) – zij stootte meteen door naar de finale, die zij verloor van de Italiaanse Evelyn Mayr. In 2012 veroverde Friedsam haar eerste titel, op het ITF-toernooi van Astana (Kazachstan), door de Russin Jekaterina Jasjina te verslaan. Tot op heden(september 2023) won zij dertien ITF-titels, de meest recente in 2019 in Roehampton (Engeland).
In 2013 speelde Friedsam voor het eerst op een WTA-hoofdtoernooi, op het toernooi van Taipei. Zij bereikte er de tweede ronde. Zij stond in 2014 voor het eerst in een WTA-finale, op het toernooi van Suzhou – hier veroverde zij haar eerste titel, door de Chinese Duan Yingying te verslaan.
In 2016 bereikte zij de vierde ronde op het Australian Open.

### Dubbelspel
Friedsam is in het dubbelspel minder actief dan in het enkelspel, maar bereikt er wel betere resultaten. Zij debuteerde in 2011 op het ITF-toernooi van Keulen (Duitsland) samen met de Canadese Carol Zhao. Zij stond in 2012 voor het eerst in een finale, op het ITF-toernooi van Leimen (Duitsland), samen met landgenote Julia Kimmelmann – hier veroverde zij haar eerste titel. Tot op heden(september 2023) won zij drie ITF-titels.
In 2013 speelde Friedsam voor het eerst op een WTA-hoofdtoernooi, op het toernooi van Neurenberg, samen met Kristina Barrois. Zij bereikten er de tweede ronde. Later dat jaar stond zij voor het eerst in een WTA-finale, op het toernooi van Taipei, samen met de Belgische Alison Van Uytvanck – zij verloren van Caroline Garcia en Jaroslava Sjvedova. In 2019 veroverde Friedsam haar eerste WTA-dubbelspeltitel, op het toernooi van Stuttgart, samen met landgenote Mona Barthel, door het koppel Anastasija Pavljoetsjenkova en Lucie Šafářová te verslaan.
In 2021 won Friedsam haar tweede WTA-titel, op het toernooi van Nur-Sultan, met de Roemeense Monica Niculescu aan haar zijde. In 2022 volgde de derde, in Warschau, geflankeerd door de Kazachse Anna Danilina. In 2023 won zij haar vierde WTA-titel op het WTA-toernooi van Japan, samen met de Oekraïense Nadija Kitsjenok.

### Tennis in teamverband
In de periode 2020–2023 maakte Friedsam deel uit van het Duitse Fed Cup-team – zij behaalde daar een winst/verlies-balans van 4–3.

## Posities op deWTA-ranglijst
Positie per einde seizoen:
| jaar | rang enkelspel | rang dubbelspel |
| ---- | -------------- | --------------- |
| 2011 | 655            | 1229            |
| 2012 | 189            | 338             |
| 2013 | 126            | 368             |
| 2014 | 87             | 213             |
| 2015 | 99             | 244             |
| 2016 | 68             | 121             |
| 2017 | 1025           | 449             |
| 2018 | 390            | 587             |
| 2019 | 145            | 45              |
| 2020 | 111            | 37              |
| 2021 | 133            | 92              |
| 2022 | 145            | 111             |

## Palmares
| Legenda                 |
| ----------------------- |
| Grandslamtoernooi       |
| Olympische Spelen       |
| Year-End Championships  |
| Premier Mandatory       |
| Premier Five / WTA 1000 |
| Premier / WTA 500       |
| International / WTA 250 |
| Challenger / WTA 125    |

### WTA-finaleplaatsen enkelspel
| nr.              | finale     | toernooi        | ondergrond    | tegenstandster              | score         |         |
| ---------------- | ---------- | --------------- | ------------- | --------------------------- | ------------- | ------- |
| gewonnen finales |            |                 |               |                             |               |         |
| 1.               | 2014-09-06 | WTA Suzhou      | hardcourt     | Duan Yingying               | 6-1, 6-3      | details |
| verloren finales |            |                 |               |                             |               |         |
| 1.               | 2015-10-18 | WTA Linz        | hardcourt (i) | Anastasija Pavljoetsjenkova | 4-6, 3-6      | details |
| 2.               | 2016-03-19 | WTA San Antonio | hardcourt     | Misaki Doi                  | 4-6, 2-6      | details |
| 3.               | 2020-03-08 | WTA Lyon        | hardcourt (i) | Sofia Kenin                 | 2-6, 6-4, 4-6 | details |
| 4.               | 2022-11-06 | WTA Midland     | hardcourt (i) | Caty McNally                | 3-6, 2-6      | details |
| 5.               | 2022-12-11 | WTA Angers      | hardcourt (i) | Alycia Parks                | 4-6, 6-4, 4-6 | details |

### WTA-finaleplaatsen vrouwendubbelspel
| nr.              | finale     | toernooi          | ondergrond    | partner             | tegenstandsters                                | score             |         |
| ---------------- | ---------- | ----------------- | ------------- | ------------------- | ---------------------------------------------- | ----------------- | ------- |
| gewonnen finales |            |                   |               |                     |                                                |                   |         |
| 1.               | 2019-04-28 | WTA Stuttgart     | gravel (i)    | Mona Barthel        | Anastasija Pavljoetsjenkova Lucie Šafářová     | 2-6, 6-3, [10-6]  | details |
| 2.               | 2021-10-02 | WTA Nur-Sultan    | hardcourt (i) | Monica Niculescu    | Angelina Gaboejeva Anastasija Zacharova        | 6-2, 4-6, [10-5]  | details |
| 3.               | 2022-07-31 | WTA Warschau      | gravel        | Anna Danilina       | Katarzyna Kawa Alicja Rosolska                 | 6-4, 5-7, [10-5]  | details |
| 4.               | 2023-09-16 | WTA Japan (Osaka) | hardcourt     | Nadija Kitsjenok    | Anna Kalinskaja Joelija Poetintseva            | 7-6, 6-3          | details |
| verloren finales |            |                   |               |                     |                                                |                   |         |
| 1.               | 2013-11-10 | WTA Taipei        | tapijt (i)    | Alison Van Uytvanck | Caroline Garcia Jaroslava Sjvedova             | 3-6, 3-6          | details |
| 2.               | 2016-06-19 | WTA Mallorca      | gras          | Laura Siegemund     | Gabriela Dabrowski María José Martínez Sánchez | 4-6, 2-6          | details |
| 3.               | 2020-09-21 | WTA Rome          | gravel        | Raluca Olaru        | Hsieh Su-wei Barbora Strýcová                  | 2-6, 2-6          | details |
| 4.               | 2021-04-11 | WTA Bogota        | gravel        | Mihaela Buzărnescu  | Elixane Lechemia Ingrid Neel                   | 3-6, 4-6          | details |
| 5.               | 2022-11-05 | WTA Midland       | hardcourt     | Nadija Kitsjenok    | Asia Muhammad Alycia Parks                     | 2-6, 3-6          | details |
| 6.               | 2023-02-12 | WTA Linz          | hardcourt (i) | Nadija Kitsjenok    | Natela Dzalamidze Viktória Kužmová             | 6-4, 5-7, [10-12] | details |

## Resultaten grandslamtoernooien
| Legenda | Legenda                          |
| ------- | -------------------------------- |
| g.t.    | geen toernooi gehouden           |
| l.c.    | lagere categorie                 |
| –       | niet deelgenomen                 |
| G       | uitgeschakeld in de groepsfase   |
| 1R      | uitgeschakeld in de eerste ronde |
| 2R      | uitgeschakeld in de tweede ronde |
| 3R      | uitgeschakeld in de derde ronde  |
| 4R      | uitgeschakeld in de vierde ronde |
| KF      | uitgeschakeld in de kwartfinale  |
| HF      | uitgeschakeld in de halve finale |
| F       | de finale verloren               |
| W       | het toernooi gewonnen            |
| w-v     | winst/verlies-balans             |

### Enkelspel
| Australian Open | –  | 1R | 4R | 1R | –  | –    | –  |
| Roland Garros   | 1R | 2R | 1R | –  | –  | 1R   | 2R |
| Wimbledon       | 1R | 2R | 3R | –  | 1R | g.t. | 1R |
| US Open         | –  | 1R | 1R | –  | –  | 2R   | 1R |

### Vrouwendubbelspel
| toernooi        | 2016 |    | 2018 | 2019 | 2020 | 2021 | 2022 | 2023 |
| --------------- | ---- | -- | ---- | ---- | ---- | ---- | ---- | ---- |
| Australian Open | –    | 1R | –    | 1R   | –    | 2R   | –    |      |
| Roland Garros   | 3R   | –  | 3R   | 1R   | 2R   | 1R   | 1R   |      |
| Wimbledon       | 1R   | –  | 3R   | g.t. | 2R   | 1R   | 1R   |      |
| US Open         | 1R   | –  | 3R   | 2R   | 1R   | –    | –    |      |